# Osnakeran
Osnakeran är en ort i Azerbajdzjan.   Den ligger i distriktet Jardymly, i den södra delen av landet, 220 km sydväst om huvudstaden Baku. Osnakeran ligger 1 001 meter över havet och antalet invånare är 780.
Terrängen runt Osnakeran är kuperad åt nordost, men åt sydväst är den bergig. Närmaste större samhälle är Yardımlı, 3,6 km norr om Osnakeran. 
Trakten runt Osnakeran består till största delen av jordbruksmark. Runt Osnakeran är det ganska tätbefolkat, med 60 invånare per kvadratkilometer.